# Orlando Jorge Mera
Orlando Jorge Mera (Santiago de los Caballeros, 22 de noviembre de 1966-Santo Domingo, 6 de junio de 2022) fue un abogado, político, educador, maratonista, columnista, apicultor, militante, escritor, presentador de televisión y gestor ambiental dominicano. Del 2000 al 2004, ocupó el cargo de director del Instituto Dominicano de las Telecomunicaciones. Fue miembro fundador del Partido Revolucionario Moderno y ministro de Medio Ambiente y Recursos Naturales de la República Dominicana (2020-2022).

## Primeros años
Fue hijo del expresidente Salvador Jorge Blanco y Asela Altagracia Mera Checo.
Se formó en el colegio San Ignacio de Loyola, graduándose en 1984. Posteriormente, en 1991, se licenció en Derecho, Summa Cum laude, en la Pontificia Universidad Católica Madre y Maestra (PUCMM), casa de altos estudios donde fungió como docente en las materias de Derecho Administrativo e Introducción al Derecho, mismas ramas que ha impartido en la Universidad Iberoamericana (UNIBE). En 2008, retorna a las aulas de su alma mater para formar a estudiantes de Comunicación en Derecho de Prensa, mientras iniciaba candidatura al doctorado en Derecho.

## Vida política y laboral
Fue coordinador de diversas Comisiones Permanentes del Senado de la República Dominicana, del 1998 al
2000, y coordinador de la Comisión Nacional para la Protección de los Derechos de Propiedad Intelectual, representando al país a nivel mundial. Posteriormente presidió el Grupo de Negociación de Propiedad Intelectual del Acuerdo de Libre Comercio de las Américas (ALCA).
Fue director general del Instituto Dominicano de las Telecomunicaciones (INDOTEL), con rango de Secretario de Estado durante la gestión de Hipólito Meiía (2000-2004) y, de 2003 a 2004, fue parte de la Comisión Negociadora del Tratado de Libre Comercio DR-CAFTA.
Fundó y fue miembro del Partido Revolucionario Moderno, siendo presidente del Partido en el periodo 2015 a 2019, ejerciendo también de delegado del mismo ante la Junta Central Electoral. Hasta el momento de su asesinato estaba desempeñándose como ministro de Medio Ambiente, desde su designación en agosto de 2020.
A su salida del gobierno, con el término de la administración de Hipólito Mejía, incursionó en la televisión y es en el año 2004 cuando decidió aportar al debate de las ideas a través de la televisión, con el programa Líderes TV, donde entrevistaba a destacadas figuras políticas, sociales y comunitarias.

## Vida personal
Su esposa era la embajadora de República Dominicana en Brasil, Patricia Villegas, con quien tuvo dos hijos: Orlando Salvador Jorge Villegas (diputado) y sor Patricia Victoria Jorge Villegas (hermana de los Heraldos del Evangelio).

## Muerte
En horas de la mañana del lunes 6 de junio de 2022, fue asesinado en su despacho por Miguel Cruz, dueño de una armería y empresario de la construcción . Cruz y Jorge Mera fueron amigos desde la infancia y estudiaron en el mismo colegio privado, además de ser socios y este ser un importante financiador de la campaña política de Luis Abinader y Orlando Jorge Villegas.
Según el asesino, el móvil del hecho habría sido una deuda de US$3,000,000 que mantenía el fenecido Ministro con este, sin especificar los fines ni el tiempo que tenía la misma al momento del crimen.
El padre de Cruz, mayor general Fausto Miguel Cruz, fue el jefe del Estado Mayor de la Fuerza Aérea Dominicana de 1988 a 1990 durante el gobierno del presidente Joaquín Balaguer.
A partir del martes 7 de junio de 2022, un día después de la tragedia, el presidente dominicano Luis Abinader decretó tres días de luto nacional.